# 長淵郡
長淵郡（：／ Jangyŏn gun */?）是朝鮮民主主義人民共和國黃海南道西部的一個郡，位於南大川下游，西臨黃海。2008年人口91,422人。下分1邑、1勞動者區、19里。

## 歷史
李氏朝鮮始稱長淵。1945年美國佔領了三八線以南的白翎島、大青島和小青島，後來被韓國政府劃入京畿道，後來又被劃入仁川廣域市。1952年龍淵郡、苔灘郡析出，同時松禾郡的一部份被編入本郡。